# Elearzy

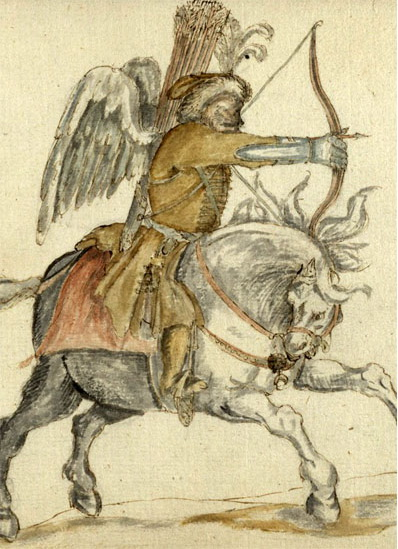
Polski elear (barwny rysunek Abrahama van Bootha z 1632)

Elearzy, także elierzy, halierzy (węg. elöharcos – przodujący harcownik od elöjáró – przodujący, wyborowy) – w XVI–XVII wieku w wojskach polskich oddziały nieregularnej lekkiej jazdy dokonujące wstępnego rozpoznania przeciwnika; także określenie doborowych harcowników.
W I Rzeczypospolitej nazwy tej używano sporadycznie w XVI i XVII wieku. Ze względu na specyfikę taktycznego działania nierzadko odnoszono ją do lisowczyków, nazywając ich oddział „chorągwią elearską”. W chorągwiach husarskich eleara jako harcownika wyróżniała czerwona szarfa na zbroi.
Elaearami okopowymi zwano w latach 1693–1695 wybranych żołnierzy z jazdy narodowego autoramentu, obsadzających umocnienia blokujące turecki garnizon Kamieńca Podolskiego (głównie w Okopach Świętej Trójcy).